# (1634) Ndola
(1634) Ndola – planetoida z pasa głównego asteroid okrążająca Słońce w ciągu 3 lat i 134 dni w średniej odległości 2,25 au. Została odkryta 19 sierpnia 1935 roku w Union Observatory w Johannesburgu przez Cyrila Jacksona. Nazwa planetoidy pochodzi od miasta Ndola w Zambii. Przed nadaniem nazwy planetoida nosiła oznaczenie tymczasowe (1634) 1935 QP.